# DeepL
DeepL Translator es un servicio de traducción automática neural lanzado en agosto de 2017 y propiedad de DeepL SE, con sede en Colonia, Alemania. El sistema de traducción se desarrolló primero dentro de Linguee y se lanzó como entidad DeepL. Inicialmente ofrecía traducciones entre siete idiomas europeos y se fue ampliando hasta soportar 26 idiomas con 650 pares de idiomas.
Además, se proponen aproximaciones de equivalencia lingüística entre todos esos idiomas, mediante un proceso de dos pasos a través de un pivote inglés. El traductor se ofrece de forma gratuita con limitaciones, que pueden eliminarse con una suscripción de pago. La empresa también concede licencias para la interfaz de programación de aplicaciones de traducción.

## Historia
El sistema de traducción fue desarrollado por primera vez en Linguee por un equipo dirigido por el director de tecnología Jaroslaw Kutylowski en 2016. Se lanzó como DeepL Translator el 28 de agosto de 2017, ofreciendo traducciones entre el inglés, el alemán, el francés, el español, el italiano, el polaco y el neerlandés Con el lanzamiento, afirmó haber superado a sus competidores en las pruebas ciegas autodirigidas y en las puntuaciones BLEU, incluyendo el Traductor de Google, Amazon Translate, Microsoft Translator y la función de traducción de Facebook.
Con el lanzamiento de DeepL en 2017, el nombre de la empresa Linguee cambió a DeepL GmbH. En 2017, también se financió con la publicidad de su sitio hermano linguee.com. En enero de 2021, la empresa cambió su forma de Gesellschaft mit beschränkter Haftung a Societas Europaea.
El 5 de diciembre de 2018 se añadió la compatibilidad con los idiomas portugués y ruso. El software de traducción para Microsoft Windows y macOS se lanzó en septiembre de 2019. El 19 de marzo de 2020 se añadió la compatibilidad con el chino (simplificado) y el japonés, que, según afirmó, había superado a los competidores mencionados, así como a los de Baidu y Youdao. En marzo de 2021 se añadieron otros 13 idiomas europeos.

## Características

### Metodología de traducción
El servicio utiliza un algoritmo propio con redes neuronales convolucionales (RNC) que han sido entrenadas con la base de datos de Linguee. Según los desarrolladores, el servicio utiliza una arquitectura de redes neuronales más nueva y mejorada, que da como resultado un sonido más natural de las traducciones en comparación con los servicios de la competencia. Se dice que la traducción se genera con un superordenador que alcanza los 5.1 petaflops y que funciona en Islandia con energía hidráulica. En general, las redes neuronales convolucionales son algo más adecuadas para secuencias de palabras largas y coherentes, pero hasta ahora no han sido utilizadas por la competencia debido a sus debilidades en comparación con las redes neuronales recurrentes. Las debilidades en DeepL se compensan con técnicas complementarias, algunas de las cuales son conocidas públicamente.

### Traductor y suscripción
Inicialmente el traductor de DeepL se podía utilizar de forma gratuita con un límite de 5.000 caracteres por traducción. Desde julio de 2023 el volumen que se puede traducir de forma gratuita ha descendido a 1.500 caracteres.  También se pueden traducir archivos de Microsoft Word y PowerPoint en formatos de archivo Office Open XML (.docx y .pptx) y archivos PDF.
DeepL Pro es una suscripción de pago para traductores profesionales, empresas y desarrolladores, que está disponible desde marzo de 2018 y ofrece una interfaz de programación de aplicaciones y un complemento de software para herramientas de traducción asistida por ordenador, incluido SDL Trados Studio. A diferencia de la versión gratuita, los textos traducidos no se guardan en el servidor y se elimina el límite de caracteres. El modelo de precios mensual incluye una cantidad de texto determinada, y los textos que la superan se calculan en función del número de caracteres.

## Privacidad
Ambos DeepL Pro y Traductor de DeepL (gratuito) prohíben traducir "textos que contienen información personal de cualquier tipo". A diferencia de la versión freemium, la versión pro publicita que no guarda los textos que se traducen.
El sitio web DeepL usa Google Analytics así también como sus propios Cookies HTTP para re-identificar usuarios y asociarlos con perfiles de usuario seudónimos.

## Recepción
La recepción de DeepL Translator en 2017 ha sido en general positiva, con TechCrunch valorándolo por la precisión de sus traducciones, afirmando que era más preciso y matizado que Google Translate, y Le Monde agradecía a sus desarrolladores la traducción de texto francés a expresiones más "afrancesadas". Un artículo del sitio web de la cadena de televisión holandesa RTL Z afirmaba que DeepL Translator "ofrece mejores traducciones [...] cuando se trata del neerlandés al inglés y viceversa". . El periódico italianola Repubblica, y un sitio web latinoamericano, "WWWhat's new?", también se deshicieron en elogios.
La prensa señaló que tenía muchos menos idiomas disponibles para la traducción que los productos de la competencia. También carece de una función de traducción de sitios web y de integraciones de aplicaciones gratuitas.[cita requerida] Un documento de 2018 de la Universidad de Bolonia evaluó las capacidades de traducción del italiano al alemán y encontró que los resultados preliminares tenían una calidad similar a Google Translate.[cita requerida] En septiembre de 2021, Slator comentó que la respuesta de la industria lingüística fue más comedida que la de la prensa, aunque señaló que sigue siendo muy apreciado.
DeepL Translator ganó el Premio Webby 2020 a las Mejores Prácticas y el Premio Webby 2020 a los Logros Técnicos (Aplicaciones, Móviles y Funciones), ambos en la categoría Aplicaciones, Móviles y Voz.

### Estadísticas
En octubre de 2021, DeepL.com ocupaba el puesto 136 en la clasificación Alexa de los sitios más visitados del mundo.